# Monteflavio
Monteflavio ist eine italienische Gemeinde in der Metropolitanstadt Rom in der Region Latium mit 1144 Einwohnern (Stand 31. Dezember 2023).

## Geographie
Monteflavio liegt 50 km nordöstlich von Rom, 47 km südlich von Rieti und 32 km nördlich von Tivoli.
Es gehört zu den Monti Lucretili, die mit dem Monte Pellecchia (1.368 m) ihre höchste Erhebung im Gemeindegebiet haben. Monteflavio ist Mitglied der Comunità Montana Monti Sabini e Tiburtini.
Die Gemeinde liegt in der Erdbebenzone 2 (mittel gefährdet).
Die Nachbargemeinden sind Licenza, Montorio Romano, Moricone, Palombara Sabina, San Polo dei Cavalieri, und Scandriglia (RI).

### Verkehr
Monteflavio liegt südlich der Via Salaria SS 4, die von Rom über Ascoli Piceno an die Adriaküste bei Porto d’Ascoli führt. Die nächste Autobahnauffahrt ist Roma Nord an der A1 Autostrada del Sole in 31 km Entfernung.
Der nächste Bahnhof liegt in Passo Corese an der Regionalbahnstrecke FR1 vom Flughafen Rom-Fiumicino über Rom-Tiburtina nach Orte, in 24 km Entfernung.

## Geschichte
Monteflavio wurde 1570 von Kardinal Flavio Orsini gegründet und bekam seinen Namen aus der Kombination von Monte (= Berg) und seinem Vornamen.

## Bevölkerungsentwicklung
| Jahr      | 1871 | 1901 | 1921 | 1936 | 1951 | 1971 | 1991 | 2001 |
| --------- | ---- | ---- | ---- | ---- | ---- | ---- | ---- | ---- |
| Einwohner | 759  | 957  | 1151 | 1177 | 1295 | 1317 | 1376 | 1372 |

Quelle: ISTAT

## Politik
Dino Giacomelli (Lista Civica: Energie In Comune) wurde am 5. Juni 2016 zum Bürgermeister gewählt.